# Chiesa del Santissimo Crocifisso (Borgo a Mozzano)
La chiesa del Santissimo Crocifisso è un edificio sacro che si trova a Borgo a Mozzano.

## Storia e descrizione

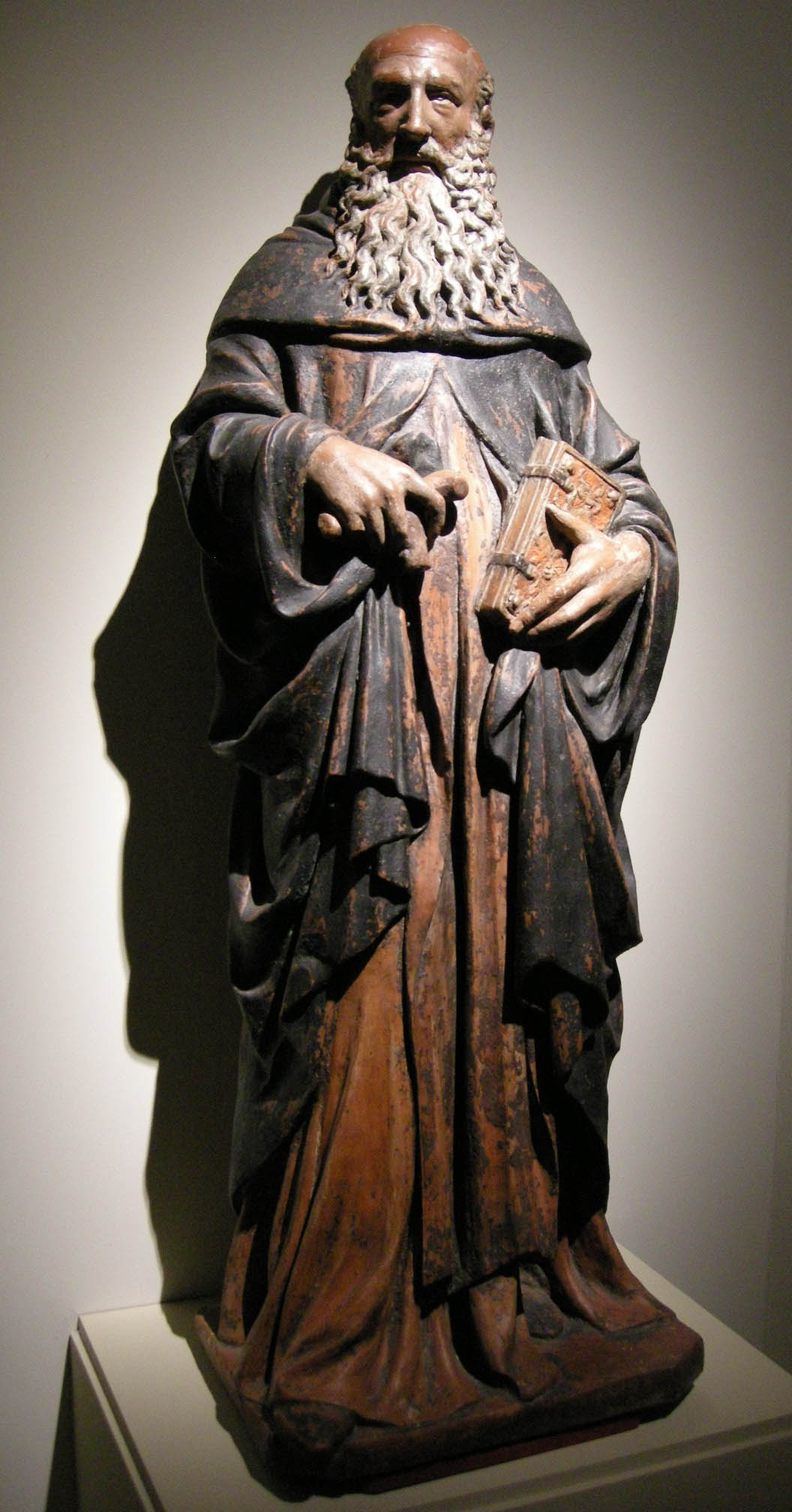
Statua di Sant'Antonio Abate di Nanni di Bartolo (1450 ca.), conservata nella chiesa del Santissimo Crocifisso.

Nel 1514 i frati Osservanti sostituirono i Serviti che occupavano fin dall'origine l'edificio, descritto in una cronaca del XVI secolo "di figura rettangolare con piccol cornicione di legno e travatura a cavalli" e dotato di cinque altari, sul maggiore dei quali, come anche adesso, era venerato un Crocifisso rinascimentale, ritenuto miracoloso. Si conservano ancora, seppure non più nella collocazione originaria, due sculture in terracotta raffiguranti Sant'Antonio Abate e San Giacomo d'ambito toscano. La facciata, ornata da due coppie di lesene e con timpano triangolare, e l'interno, rispecchiano a pieno la ristrutturazione della seconda metà dell'Ottocento, voluta e condotta a spese dell'architetto Luigi Pellegrini.